# Jetak Lengkong
Jetak Lengkong is een bestuurslaag in het regentschap Pekalongan van de provincie Midden-Java, Indonesië. Jetak Lengkong telt 1773 inwoners (volkstelling 2010).